# Dogan Corneille
Dogan Corneille (Venlo, 28 februari 1974) is een Nederlands voetbaltrainer en voormalig voetballer.

## Spelerscarrière
Corneille doorliep de jeugdopleiding van VVV. Op 27 augustus 1994 maakte hij er zijn competitiedebuut in een uitwedstrijd bij FC Den Bosch (3-4 winst). Hij speelde vijf seizoenen voor de Venlose eerstedivisionist, was er basisspeler en groeide uit tot aanvoerder. Maar een echte doorbraak van de voormalig jeugdinternational bleef uit. In 1999 maakte de verdedigende middenvelder de overstap naar Eindhoven waar hij nog twee seizoenen betaald voetbal zou spelen. In 2001 vertrok hij naar de amateurs, waar hij achtereenvolgens uitkwam voor FC Hilversum, Kozakken Boys, IJsselmeervogels en Barendrecht. Met IJsselmeervogels behaalde Corneille het landskampioenschap bij de amateurs in 2006. Tijdens zijn loopbaan behaalde hij zijn trainersdiploma's en met ingang van het seizoen 2008-2009 zou hij toetreden tot de technische staf van ASWH.

### Profstatistieken
| Seizoen         | Club            | Competitie      | Competitie | Competitie | Beker | Beker | Overige | Overige | Totaal | Totaal |
| Seizoen         | Club            | Competitie      | Wed.       | Dlp.       | Wed.  | Dlp.  | Wed.    | Dlp.    | Wed.   | Dlp.   |
| --------------- | --------------- | --------------- | ---------- | ---------- | ----- | ----- | ------- | ------- | ------ | ------ |
| 1994/95         | VVV             | Eerste divisie  | 32         | 2          | 4     | 3     | 6       | 1       | 42     | 6      |
| 1995/96         | VVV             | Eerste divisie  | 31         | 8          | 5     | 1     | 4       | 0       | 40     | 9      |
| 1996/97         | VVV             | Eerste divisie  | 29         | 1          | 3     | 0     | 5       | 0       | 37     | 1      |
| 1997/98         | VVV             | Eerste divisie  | 31         | 5          | 3     | 0     | —       | —       | 34     | 5      |
| 1998/99         | VVV             | Eerste divisie  | 32         | 1          | 3     | 0     | —       | —       | 35     | 1      |
| 1999/00         | Eindhoven       | Eerste divisie  | 33         | 3          | 6     | 0     | —       | —       | 39     | 3      |
| 2000/01         | Eindhoven       | Eerste divisie  | 26         | 1          | 5     | 0     | —       | —       | 31     | 1      |
| Carrière totaal | Carrière totaal | Carrière totaal | 214        | 21         | 29    | 4     | 15      | 1       | 258    | 26     |

## Trainerscarrière
Corneille zette in maart 2008 abrupt een punt achter zijn actieve voetballoopbaan. Na het plotselinge opstappen van Henk Wisman fungeerde hij enkele maanden als interim-hoofdcoach bij ASWH om vervolgens weer een stapje terug te doen. Met ingang van het seizoen 2009-2010 ging Corneille aan de slag bij zaterdag-hoofdklasser RVVH waar hij enkele maanden later alweer ontslag nam. In 2010 vond Corneille een nieuwe club, ditmaal in de Zondag Hoofdklasse A. Hij ging voor drie jaar aan de slag bij Alphense Boys met wie hij in zijn laatste seizoen vergeefs streed om een plek in de Topklasse. De tumultueuze thuiswedstrijd in de playoffs tegen Haaglandia (0-1) eindigde in een massale vechtpartij en Alphense Boys werd hiervoor door de KNVB zwaar bestraft.
Corneille maakte in 2013 zelf wel de overstap naar de Topklasse. Zijn dienstverband bij Kozakken Boys werd echter voortijdig beëindigd. Op dat moment was al bekend dat hij overeenstemming had bereikt met IJsselmeervogels om er met ingang van het seizoen 2014-2015 in dienst te treden als hoofdtrainer. Die functie ging hij combineren met zijn werkzaamheden voor de Feyenoord Academy waaraan hij zich in juli 2013 verbond als assistent-trainer van Feyenoord O19.
Op 3 november 2014 werd bekend dat Corneille was aangesteld als hoofdtrainer van zaterdaghoofdklasser VV Noordwijk. Daar werd hij in april 2017 op staande voet ontslagen na een valse belofte om ook het seizoen erna te blijven. Op 15 juli 2016 werd bekend dat hij assistent trainer werd bij Willem II naast hoofdtrainer Erwin van de Looi. In 2018 verruilde hij Willem II voor Excelsior Maassluis waar hij de opvolger was van Jeroen Rijsdijk. Daar was hij vijf jaar werkzaam. In 2023/24 was hij werkzaam bij FC Rijnvogels. In december 2024 werd hij aangekondigd als de opvolger van Leen van Steensel bij BVV Barendrecht.

## Trivia
- Dogan Corneille is de jongere broer van de in 2005 verongelukte pianist Glenn Corneille.